# Präsidentschaftswahl in Kroatien 2024/25
Die Präsidentschaftswahl in Kroatien 2024/25 war die achte seit der Unabhängigkeit der Republik Kroatien.
Da Amtsinhaber Zoran Milanović im ersten Wahlgang am 29. Dezember 2024 die absolute Mehrheit der Stimmen mit 49,1 Prozent knapp verfehlte, fand am 12. Januar 2025 ein zweiter Wahlgang zwischen ihm und dem zweitplatzierten Kandidaten Dragan Primorac statt.
Diesen konnte Milanović mit mehr als 70 Prozent der Stimmen klar für sich entscheiden, dabei handelte es sich um den deutlichsten Sieg in der Geschichte der kroatischen Präsidentschaftswahlen.

## Kandidaten
| Kandidat                             | Kandidat | Kandidat | Kandidat              | Partei (Wahlbündnis) |
| ------------------------------------ | -------- | -------- | --------------------- | --- |
| 1                                    |          |          | Miro Bulj             | Most nezavisnih lista |
| 2                                    |          |          | Tomislav Jonjić       | unabhängig / Hrvatska stranka prava |
| 3                                    |          |          | Ivana Kekin           | Možemo! |
| 4                                    |          |          | Branka Lozo           | Dom i nacionalno okupljanje |
| 5                                    |          |          | Zoran Milanović       | unabhängig / Socijaldemokratska partija Hrvatske (SDP – NPS – Centar – HSS – DO i SIP – NSR – SU – BUZ – GLAS – MDS – Demokrati – Glas – HL – IDS – SNAGA – SU – ZS) |
| 6                                    |          |          | Dragan Primorac       | unabhängig / Hrvatska demokratska zajednica (HDZ – DP – HSLS – HDS – HNS – HSU – BM 365 – Nezavisni – HDSSB)                                                         |
| 7                                    |          |          | Marija Selak Raspudić | unabhängig |
| 8                                    |          |          | Niko Tokić Kartelo    | unabhängig |
|                                      |          |          |                       | |
| Quelle: Državno izborno povjerenstvo |          |          |                       | |

## Ergebnis
| Kandidaten                                                                       | Kandidaten            | Parteien                    | 1. Wahlgang | 1. Wahlgang | 2. Wahlgang | 2. Wahlgang |
| Kandidaten                                                                       | Kandidaten            | Parteien                    | Stimmen     | %           | Stimmen     | %           |
| -------------------------------------------------------------------------------- | --------------------- | --------------------------- | ----------- | ----------- | ----------- | ----------- |
|                                                                                  | Zoran Milanović       | unabhängig (SDP)            | 797.938     | 49,7        | 1.122.859   | 74,7        |
|                                                                                  | Dragan Primorac       | unabhängig (HDZ)            | 314.663     | 19,6        | 380.752     | 25,3        |
|                                                                                  | Marija Selak Raspudić | unabhängig                  | 150.435     | 9,4         |             |             |
|                                                                                  | Ivana Kekin           | Možemo!                     | 144.533     | 9,0         |             |             |
|                                                                                  | Tomislav Jonjić       | unabhängig (HSP)            | 82.787      | 5,2         |             |             |
|                                                                                  | Miro Bulj             | Most nezavisnih lista       | 62.127      | 3,9         |             |             |
|                                                                                  | Branka Lozo           | Dom i nacionalno okupljanje | 39.321      | 2,4         |             |             |
|                                                                                  | Niko Tokić Kartelo    | unabhängig                  | 14.409      | 0,9         |             |             |
| Gesamt                                                                           | Gesamt                | Gesamt                      | 1.606.213   | 100         | 1.503.611   | 100         |
|                                                                                  |                       |                             |             |             |             |             |
| Ungültige Stimmen                                                                | Ungültige Stimmen     | Ungültige Stimmen           | 19.245      | 1,2         | 57.622      | 3,7         |
| Wähler                                                                           | Wähler                | Wähler                      | 1.625.458   | 46,0        | 1.561.233   | 44,2        |
| Wahlberechtigte                                                                  | Wahlberechtigte       | Wahlberechtigte             | 3.531.622   |             | 3.533.441   |             |
|                                                                                  |                       |                             |             |             |             |             |
| Quelle: Državno Izborno Povjerenstvo, Ergebnis 1. Wahlgang; Ergebnis 2. Wahlgang |                       |                             |             |             |             |             |

## Ergebnis nach Gespanschaften
| Gespanschaft          | 1. Wahlgang           | 1. Wahlgang           | 1. Wahlgang           | 1. Wahlgang           | 1. Wahlgang           | 1. Wahlgang           | 1. Wahlgang           | 1. Wahlgang           | 1. Wahlgang | 2. Wahlgang           | 2. Wahlgang           | 2. Wahlgang |
| Gespanschaft          | Kandidaten (% Wähler) | Kandidaten (% Wähler) | Kandidaten (% Wähler) | Kandidaten (% Wähler) | Kandidaten (% Wähler) | Kandidaten (% Wähler) | Kandidaten (% Wähler) | Kandidaten (% Wähler) | Wähler      | Kandidaten (% Wähler) | Kandidaten (% Wähler) | Wähler      |
| Gespanschaft          | Milanović             | Primorac              | Selak Raspudić        | Kekin                 | Jonjić                | Bulj                  | Lozo                  | Tokić Kartelo         | Wähler      | Milanović             | Primorac              | Wähler      |
| --------------------- | --------------------- | --------------------- | --------------------- | --------------------- | --------------------- | --------------------- | --------------------- | --------------------- | ----------- | --------------------- | --------------------- | ----------- |
| Bjelovar-Bilogora     | 52,0                  | 22,0                  | 8,8                   | 6,6                   | 2,8                   | 3,5                   | 2,4                   | 0,9                   | 40.789      | 72,3                  | 24,9                  | 39.350      |
| Brod-Posavina         | 44,0                  | 28,4                  | 9,2                   | 5,8                   | 4,0                   | 3,9                   | 2,4                   | 0,9                   | 51.661      | 62,5                  | 33,8                  | 48.416      |
| Dubrovnik-Neretva     | 41,6                  | 26,7                  | 8,6                   | 6,4                   | 6,2                   | 6,0                   | 2,1                   | 0,8                   | 47.166      | 62,0                  | 33,2                  | 44.356      |
| Istrien               | 67,1                  | 8,2                   | 6,2                   | 12,3                  | 1,7                   | 2,0                   | 0,8                   | 0,8                   | 80.650      | 88,5                  | 9,6                   | 84.331      |
| Karlovac              | 47,2                  | 25,4                  | 8,7                   | 7,0                   | 3,3                   | 3,5                   | 2,9                   | 0,9                   | 48.123      | 67,3                  | 29,4                  | 46.711      |
| Koprivnica-Križevci   | 55,7                  | 18,3                  | 9,2                   | 8,6                   | 1,9                   | 2,3                   | 2,0                   | 0,7                   | 41.073      | 77,3                  | 20,2                  | 39.805      |
| Krapina-Zagorje       | 61,0                  | 16,1                  | 7,7                   | 7,6                   | 1,8                   | 1,9                   | 2,0                   | 0,9                   | 49.820      | 79,8                  | 17,8                  | 50.153      |
| Lika-Senj             | 40,0                  | 34,8                  | 6,3                   | 4,3                   | 5,5                   | 5,3                   | 1,8                   | 0,8                   | 16.742      | 56,2                  | 40,6                  | 17.240      |
| Međimurje             | 67,0                  | 11,5                  | 6,8                   | 9,5                   | 1,1                   | 1,5                   | 1,2                   | 0,8                   | 45.466      | 85,7                  | 12,6                  | 45.834      |
| Osijek-Baranja        | 46,7                  | 23,9                  | 9,3                   | 7,5                   | 3,9                   | 3,1                   | 3,4                   | 0,9                   | 99.650      | 67,9                  | 28,9                  | 96.140      |
| Požega-Slawonien      | 44,5                  | 28,3                  | 9,0                   | 6,0                   | 3,8                   | 4,0                   | 2,1                   | 0,9                   | 28.124      | 63,2                  | 33,1                  | 26.516      |
| Primorje-Gorski kotar | 55,0                  | 14,3                  | 9,1                   | 11,9                  | 2,8                   | 3,3                   | 1,6                   | 1,0                   | 107.793     | 79,7                  | 17,2                  | 107.288     |
| Šibenik-Knin          | 42,3                  | 24,5                  | 8,3                   | 6,3                   | 6,4                   | 6,9                   | 3,1                   | 1,1                   | 38.476      | 63,8                  | 32,1                  | 35.032      |
| Sisak-Moslavina       | 47,4                  | 26,0                  | 8,2                   | 6,9                   | 3,3                   | 3,7                   | 2,3                   | 1,0                   | 54.894      | 67,3                  | 29,3                  | 52.701      |
| Split-Dalmatien       | 38,9                  | 20,5                  | 9,2                   | 6,3                   | 12,4                  | 8,1                   | 2,6                   | 0,6                   | 173.582     | 63,4                  | 31,2                  | 153.140     |
| Varaždin              | 62,4                  | 15,3                  | 7,4                   | 9,0                   | 1,5                   | 1,7                   | 1,1                   | 0,7                   | 73.071      | 81,9                  | 16,2                  | 72.159      |
| Virovitica-Podravina  | 48,5                  | 28,9                  | 7,4                   | 6,0                   | 2,4                   | 3,0                   | 1,8                   | 0,8                   | 30.096      | 65,2                  | 32,1                  | 30.163      |
| Vukovar-Syrmien       | 42,8                  | 26,8                  | 8,7                   | 5,2                   | 5,3                   | 4,3                   | 4,3                   | 1,0                   | 51.577      | 62,6                  | 33,4                  | 49.448      |
| Zadar                 | 42,2                  | 25,0                  | 8,6                   | 6,7                   | 6,2                   | 6,3                   | 2,7                   | 0,9                   | 61.755      | 64,0                  | 31,9                  | 57.847      |
| Zagreb (Stadt)        | 48,1                  | 13,2                  | 11,9                  | 13,0                  | 6,1                   | 2,8                   | 2,7                   | 1,0                   | 329.318     | 75,5                  | 19,6                  | 318.364     |
| Zagreb                | 51,9                  | 17,0                  | 10,2                  | 8,7                   | 4,1                   | 3,2                   | 2,8                   | 1,0                   | 131.380     | 75,3                  | 21,0                  | 124.876     |
| Ausland               | 17,1                  | 48,2                  | 7,6                   | 5,9                   | 12,6                  | 3,1                   | 4,9                   | 0,4                   | 24.252      | 32,7                  | 65,1                  | 21.353      |